# 台北大空襲 (遊戲)
《台北大空襲》是由臺灣迷走工作坊策劃的多媒体遊戲企劃，背景為1945年於台灣日治時期發生的臺北大空襲。

## 企劃概要
遊戲企劃始於2017年，迷走工作坊以桌上遊戲形式發行《台北大空襲》。迷走工作坊隨後與方兔工作室和星宇互動娛樂合作，將桌上遊戲改編為動作冒險電子遊戲，並於2023年2月16日發行。
迷走工作坊還與三點水製藝文化合作改編音樂劇，並於2023年11月3日至5日在新北市藝文中心，12月8日至10日在高雄市衛武營國家藝術文化中心上演。

## 遊戲機制
桌遊設定遊玩人數為2至4人。在桌遊中，玩家將飾演於台北大空襲的一家八口中倖存的2到4人，每位玩家都有不同的身心狀況設定。桌遊設定為十回合以內、每回合分為求生階段與空襲階段。在求生階段，玩家必須在受美軍空襲的臺北市遊走，並收集物資卡牌幫助其他玩家生存；而在空襲階段則會有三個結果：普通空襲卡牌會攻擊特定區域、「台北大空襲」卡牌會攻擊所有區域，並使所有建築功能失效、「戰爭結束」卡牌則代表日本投降，遊戲結束。遊戲會在失去任何一位玩家、或是在空襲階段抽到「戰爭結束」卡牌時候結束。
在電子遊戲中，玩家操縱失憶的高等女學校學生林清子以及犬隻小黑，在遭受美軍空襲的臺北市冒險。在試圖以冒險恢復記憶同時，也要應付意外威脅。電子遊戲分為冒險階段與動作階段，在冒險階段，玩家會在台北街頭遊走、蒐集道具與完成任務，以推進故事；動作階段則需要操作各種手邊工具、或是命令小黑尋找道具以推進路線。與此同時，玩家要保護自己不受敵對角色或空襲傷害。

## 電子遊戲劇情
台北州立台北第一高等女學校生林清子於蓬萊町大聖堂醒來，聽說父母死於空難，本人也只記得阿誠。她為了找回記憶，決定前往榮町，並在途中遇見自己的寵物狗小黑。在榮町，清子見到阿如和她母親吵架後跑走，就去把阿如帶回家。然而在歸途碰上空襲，阿如母親因此傷重而亡。
清子之後把阿如帶到台北驛後送走，同時與她母親摯友秋嬋不期而遇。有搶匪在兩人聊到阿誠時，搶走秋嬋的行李。清子把行李帶回來後，秋嬋說自己要把一機密盒子帶到帝大醫院，並交給那邊的人。然而在帝大醫院，秋嬋被特高逮捕。清子帶著遺留的機密盒子，試圖去龍山寺找鎖匠小招開鎖。但小招由於與其相依為命的哥哥阿誠，而很討厭清子；直到清子以救回小招的貓為契機，小招才願意打開機密盒子。
機密盒子暗藏清子父親參加的組織──若松會的名單；兩人很快意識到名單內的二把手黃明智醫師，就是秋嬋要找的人。黃明智約兩人在新公園見面，並說明自己是清子的未婚夫後，清子與小招再度鬧翻。清子試圖和小招溝通時，特高卻趕過來，把清子保管的名單搶走。儘管清子逃到臺灣神社去，她與小招卻透過書信，發現阿誠要參加軍事任務。清子懷著自己逼死阿誠而內疚的心回到榮町，發現特高依照拿走的名單大逮捕當地居民。
清子在逃跑途中，特高射殺小黑又碰上空襲，昏迷之中終於記起一切：清子與阿誠為認識十年的青梅竹馬，但是清子父母卻安排若松會的黃明智醫師，為清子的未婚夫。清子母親也因此對社經地位差距大的阿誠頗有微詞，並說他的從軍可能更有出息。受清子母親刺激的阿誠，決定加入神風特攻隊，並前往沖繩後一去不回。清子對此並不知情，跑去兩人約會的臺灣神社找他，卻正巧碰上台北大空襲，等候清子的雙親因而遇襲身亡。
小招把昏迷的清子帶回大聖堂。而懷抱各種內疚的清子，在8月15日醒來後，到龍山寺與大家會合，並說服群眾集合抗議特高行為。眾人前往新公園向特高對質，要求釋放他們逮捕的嫌疑犯。在特高即將對抗議群眾動手前，正巧碰上天皇宣佈終戰詔書，特高官員因此精神崩潰、群眾也因此平安救回被特高逮捕的嫌疑犯。10月25日臺灣光復節，清子從榮町走到臺灣神社祈禱，並在那邊與小黑重逢。
故事最後以主要角色的後日談做結：小招之後去美國工作，直到解嚴才回台與清子重逢；秋嬋在北投開了溫泉旅館，並以少女畫像聞名於世；黃明智協助國軍政權轉移，在二二八事件加入二二八事件處理委員會。卻在21師登陸後失蹤。

## 外部連結
- 官方网站